# Municipio de San Juan Bautista
Municipio de San Juan Bautista är en kommun i Guatemala.   Den ligger i departementet Departamento de Suchitepéquez, i den sydvästra delen av landet, 80 km väster om huvudstaden Guatemala City.